# Кеннет III
Кеннет III Коричневий (між 965 та 967 — 25 березня 1005) — король Шотландії у 997–1005 роках.

## Життєпис
Походив з династії МакАльпінів. Син Даба, короля Шотландії. Після вбивства у 995 році короля Кеннета II його наступником Костянтином III, проти останнього повстав Кеннет, син Даба. Між ними досить довго точилася боротьба й вирішальна битва відбулася у 997 році при Ратинверамонді поблизу міста Перт. У цій битві війська Кеннета МакДаба завдали нищівної поразки армії короля Костянтина III, який загинув.
Утім новий король зіткнувся з тим ж проблемами, що й попередній — численними змовами та повстаннями знаті. У 999 році Кеннет III влаштував знищення ватажків найвпливовіших кланів, що забезпечило спокій країні на деякий час.
Приблизно у 1003 році проти короля повстав Малкольм, син короля Кеннета II. Вирішальна битва відбулася 25 березня 1005 року біля Монзівейрді (центральна Шотландія), в якій королівські війська зазнали поразки, а Кеннет III разом з сином Гіріком загинув.

## Родина
- Боде
- Гілле
- Гірік